# Inkagalambocska
Az inkagalambocska (Columbina cruziana vagy Scardafella inca) a madarak osztályának galambalakúak (Columbiformes) rendjéhez és a galambfélék (Columbidae) családjához tartozó faj.
Egyes rendszerbesorolások a Scardafella nembe sorolják Scardafella inca néven.

## Előfordulása
Az Amerikai Egyesült Államok délnyugati részén, valamint Mexikó, Guatemala, Salvador, Honduras, Nicaragua és Costa Rica területén honos. Kóborlásai során eljut Kanadába és Belizébe is. Annak ellenére, hogy a madarat az Inka birodalomról nevezték el, a faj nem fordul elő egyik olyan földterületen sem, amely valaha azt a birodalomhoz tartozott. Előfordul, sivatagokban, bozótosban és a megművelt területeken, még városi környezetben is láthatunk példányokat, ahol fűmagvakkal táplálkoznak és kihasználják a mezőgazdasági és külvárosi öntözésből rendelkezésre álló vizet. 

## Megjelenése
Testhossza 20 centiméter, súlyuk 30–58 g. Karcsúak, testük szürke-barna tollakkal van borítva, amelyek mintázata hasonlít a pikkelyekre. A farok hosszú és négyzet alakú, szélén fehér tollak vannak, amelyek repülés közben néha kihullanak. A hasi részek vörösesek, mint a legtöbb talajon élő galambé, felszálláskor a szárnyak jellegzetes, csendes, csörgő hangot adnak.
|  |

## Szaporodása
Az inkagalambocska fészkeiket elsősorban fákra és cserjésekbe építik. Az átlagos átmérője körülbelül 5 centiméter. A hím összegyűjti a fészekanyagot és megmutatja azt a nősténynek, aki szintén segít az építésben. A fészek gallyakból, fűből, gyomszárakból és levelekből áll, melyet az ürülékükkel erősítenek meg.  A fészket gyakran újra és újra használják, tudnak olyan fészekről melyet már 11 alkalommal újrafelhasználtak.

## Viselkedése
Télen az Inkagalambocskák piramis alakban egymás hátához, oldalához szorosan hozzábújva ülnek, amelyek elősegítik a hőmegőrzést. Ezek a "piramisok", legfeljebb 12 madárból állnak össze.